# Departementsråd
Departementsråd är titeln på en tjänsteman i den svenska statsförvaltningens regeringskansli, vanligtvis chefen för en enhet inom ett departement.